# Girolamo Verospi
Girolamo Verospi (né à Rome, alors dans les États pontificaux, en 1599 et mort à Osimo, le 5 janvier 1652) est un cardinal italien du XVIIe siècle. Il est un neveu du cardinal Fabrizio Verospi (1627).

## Repères biographiques
Girolamo Verospi est avocat à la Curie romaine et auditeur à la Rote romaine en succession de son oncle Fabrizio.
Il est créé cardinal par le pape Urbain III lors du consistoire du 16 décembre 1641. En 1642 il est élu évêque d'Osimo. Verospi participe au conclave de 1644, lors duquel Innocent X est élu pape.